# Tracia orientale

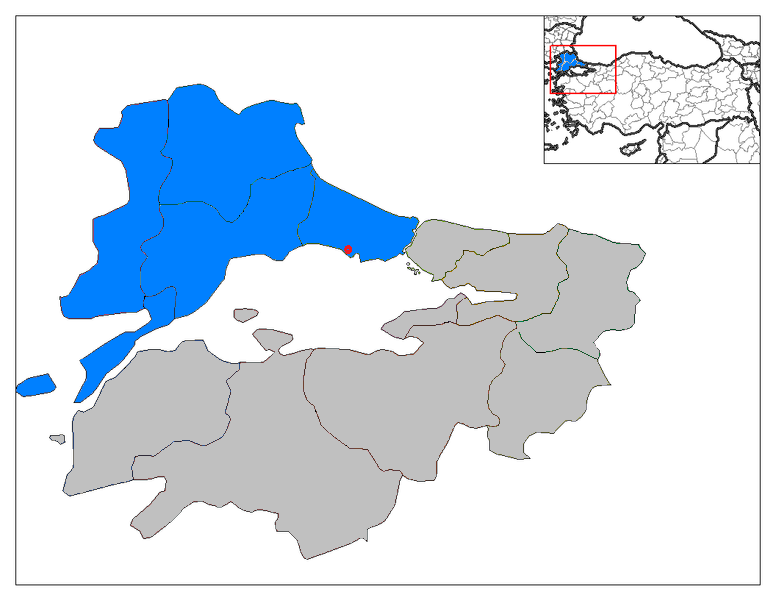
La Tracia orientale nella regione di Marmara

La Tracia orientale (in turco Doğu Trakya; in bulgaro Източна Тракия?, Iztočna Trakija; in greco Ανατολική Θράκη?, Аnatolikí Thráki) costituisce la parte sud-orientale della Tracia storica. Oggi rappresenta la parte europea della Turchia.
È conosciuta anche come Turchia Europea (in turco Avrupa Türkiyesi; in bulgaro Европейска Турция, Evropeĭska Turcija; in greco Ευρωπαϊκή Τουρκία, Evrōpaïkī́ Turkía) o Tracia turca.

## Geografia
Il termine Tracia orientale è comparso alla fine del XIX e l'inizio del XX secolo, quando la regione storica della Tracia fu divisa tra varie nazioni. 
La Tracia orientale è la regione che costituisce l'estremità sud-orientale dei Balcani e dell'Europa. È delimitata a est dal Mar Nero, a sud-est dal Bosforo, a sud dal Mar di Marmara, a sud-ovest dallo stretto dei Dardanelli e dal Mar Egeo, a ovest dal fiume Maritsa e a nord dalla Bulgaria. 
Ai giorni nostri, essa rappresenta la parte europea della Turchia, che è divisa tra le province turche di Edirne, di Kırklareli e di Tekirdağ, come pure le parti europee delle province d'Istanbul e di Çanakkale.
La superficie della regione geografica è di 23.764 km², con una popolazione di 9.799.745 abitanti.

## Popolazione
- Turchi dei Balcani: (Turchi provenienti da Bulgaria, Grecia, Romania ed Ex-Jugoslavia)
- Pomacchi: (musulmani bulgari)
- Gadzal: (musulmano Gagauzi)[5]
- Khorakhanè: (Rom musulmani)[6]

## Storia
La Tracia deve il suo nome ai Traci, popolo indoeuropeo che occupava la regione nell'antichità.
L'ultimo regno trace indipendente fu annesso dai Romani alla morte del re Roemetalkes III e la provincia romana di Tracia fu creata nel 46 d.C.
La Tracia fu eretta in diocesi da Diocleziano.
I Turchi annetterono l'intera Tracia nel 1389, e il loro dominio durò fino al 1878. 
Nel XXI secolo, la Tracia resta divisa fra tre Paesi: la Tracia occidentale fa parte della Grecia, la Tracia orientale fa parte della Turchia e la Tracia settentrionale, rinominata Rumelia orientale, è riunita alla Bulgaria nel 1885.

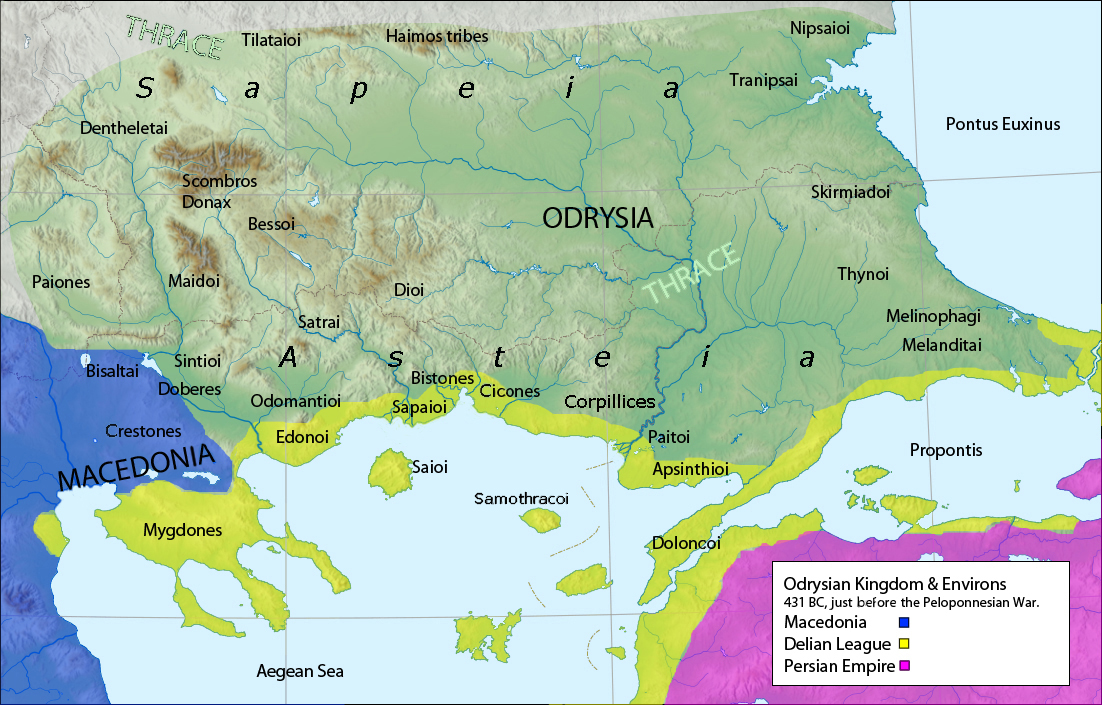
La Tracia nel V secolo a.C.
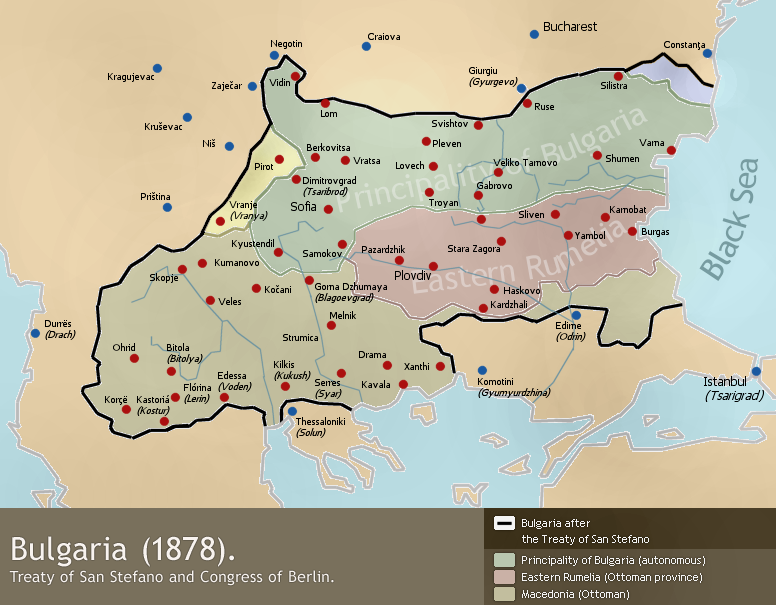
La Tracia al momento dei trattati di Santo Stefano e di Berlino.
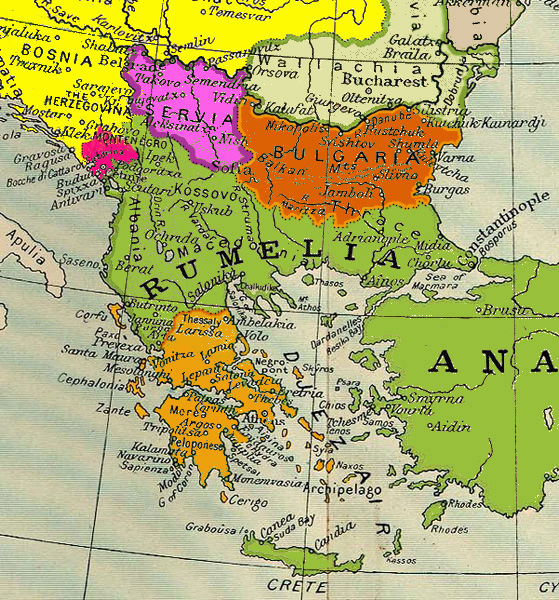
La Tracia nell'Impero ottomano.
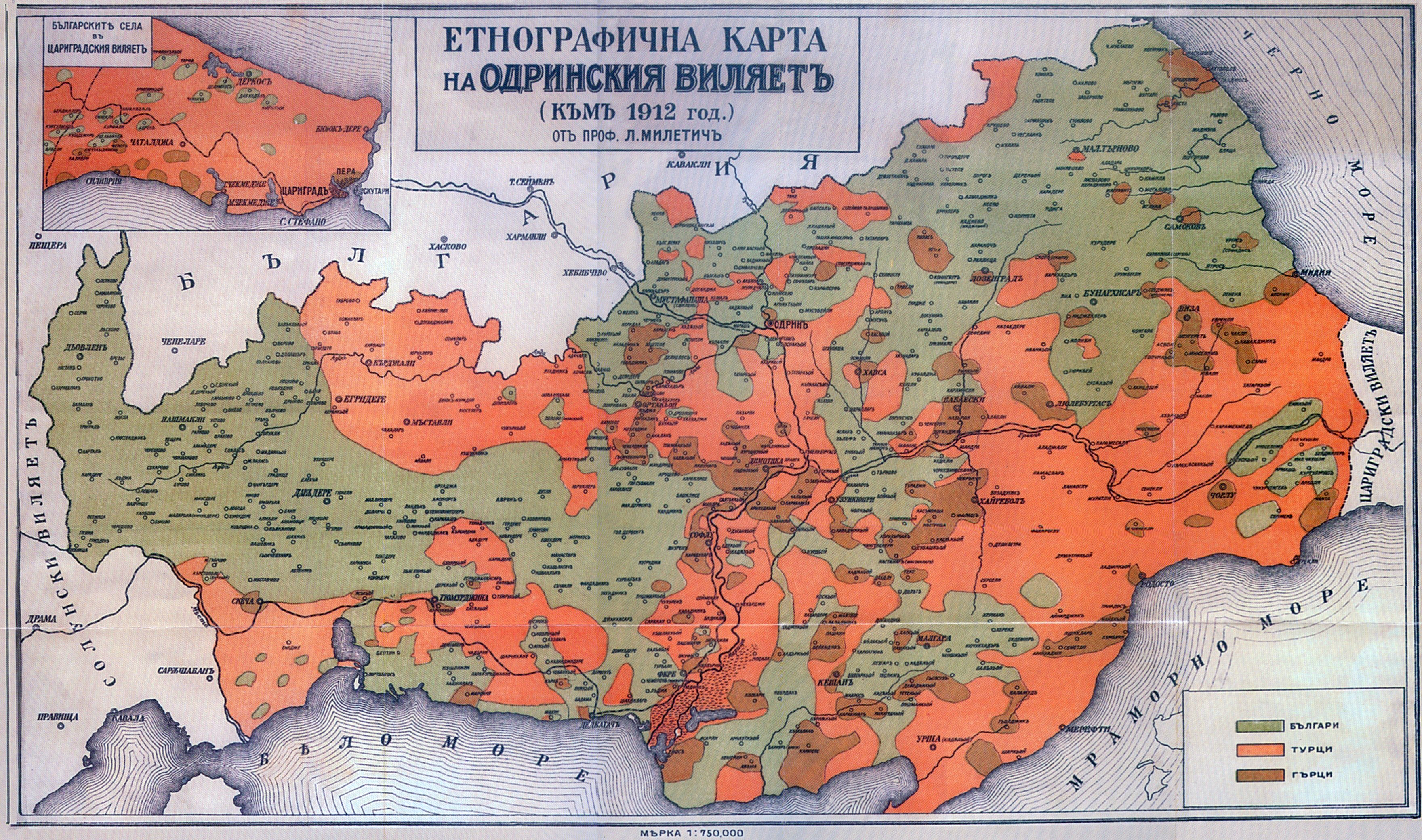
Carta etnografica della Tracia orientale ed occidentale nel 1912.
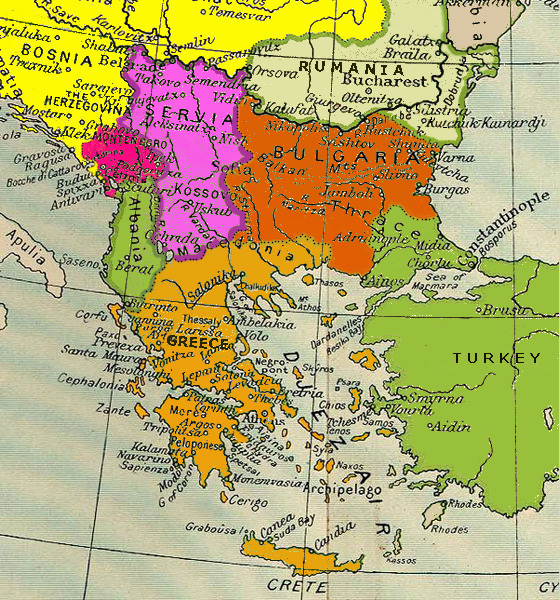
La Tracia orientale tra il 1913 e il 1918
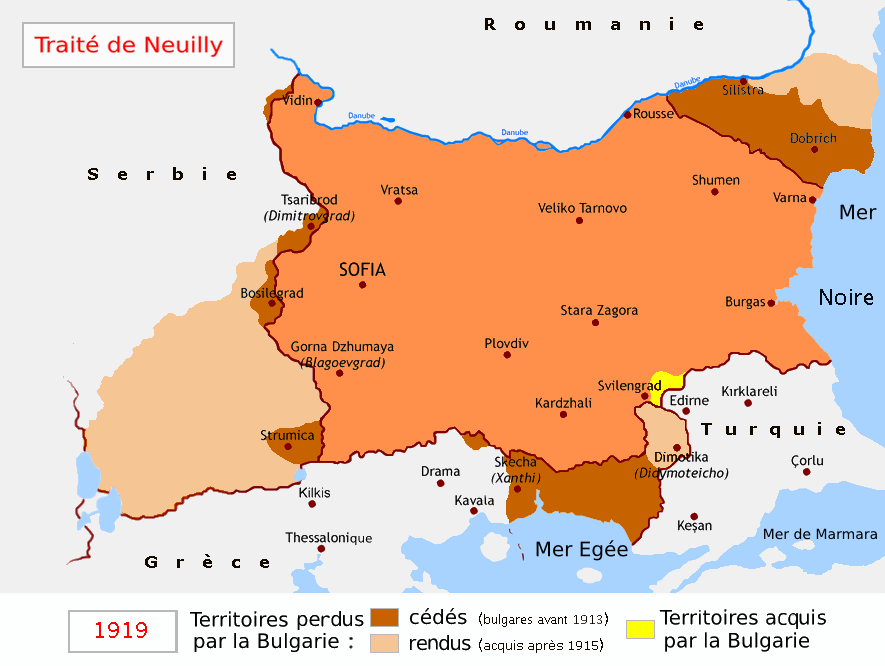
La Tracia orientale dopo il trattato di Neuilly (1919).